# Sergej Merkurov
Sergej Merkurov (7. listopadu 1881 Gjumri – 8. června 1952 Moskva) byl arménský a sovětský sochař, představitel socialistického realismu.

## Život
Měl arménsko-řecký původ. Původně studoval Kyjevský polytechnický institut, ale studia opustil a přestěhoval se do Švýcarska, kde se stal žákem sochaře Adolfa Meyera. Poté navštěvoval Akademii výtvarných umění v Mnichově (1902–1905) a následně nastoupil do ateliéru Augusta Rodina v Paříži. Do Ruské říše se vrátil v roce 1907, když byl povolán Arménskou apoštolskou církví, aby sejmul posmrtnou masku katolikose Mkrtiče Chrimjana. Na posmrtné masky se stal posléze Merkurov specialistou, vytvořil později takovou masku Lva Tolstého, Hovhannese Tumanjana, Vladimira Lenina a jeho manželky, Maxima Gorkého, Vladimira Majakovského a dalších slavných lidí. Za život jich udělal asi 300. Po nástupu bolševiků k moci se stal jedním z nejpreferovanějších umělců, mj. díky své osobní známosti s Leninem, s nímž se setkal již ve Švýcarsku, v jeho exilu. V roce 1943 byl jmenován národním umělcem Sovětského svazu. V letech 1944 až 1949 byl ředitelem Puškinova muzea. Z této pozice zachránil pomník Kateřiny Veliké a tajně jej poslal do Jerevanu, kde byl po desetiletí ukryt a nakonec se v roce 2006 vrátil do Ruska. Po nástupu Stalina se podílel na rozvoji jeho kultu osobnosti v umění. Byl tvůrcem tří největších Stalinových soch na území Sovětského svazu. To mu zajišťovalo výsadní postavení. K 70. narozeninám Stalina vyrobil Merkurov speciální dárek, nákladný žulový pomník nazvaný poněkud neopatrně „Smrt vůdce“. Stalin ho odmítl přijmout a Merkurov upadl v nemilost, jež trvala až do jeho smrti. Přesto byl pohřben na prestižním Novoděvičím hřbitově v Moskvě. V roce 1984 bylo v jeho rodném domě v Gjumri otevřeno muzeum. Jsou v něm vystaveny posmrtné masky 59 slavných osobností, včetně té Leninovy.
Byl bratrancem mystika Georgije Gurdžijeva.